# Bowsette

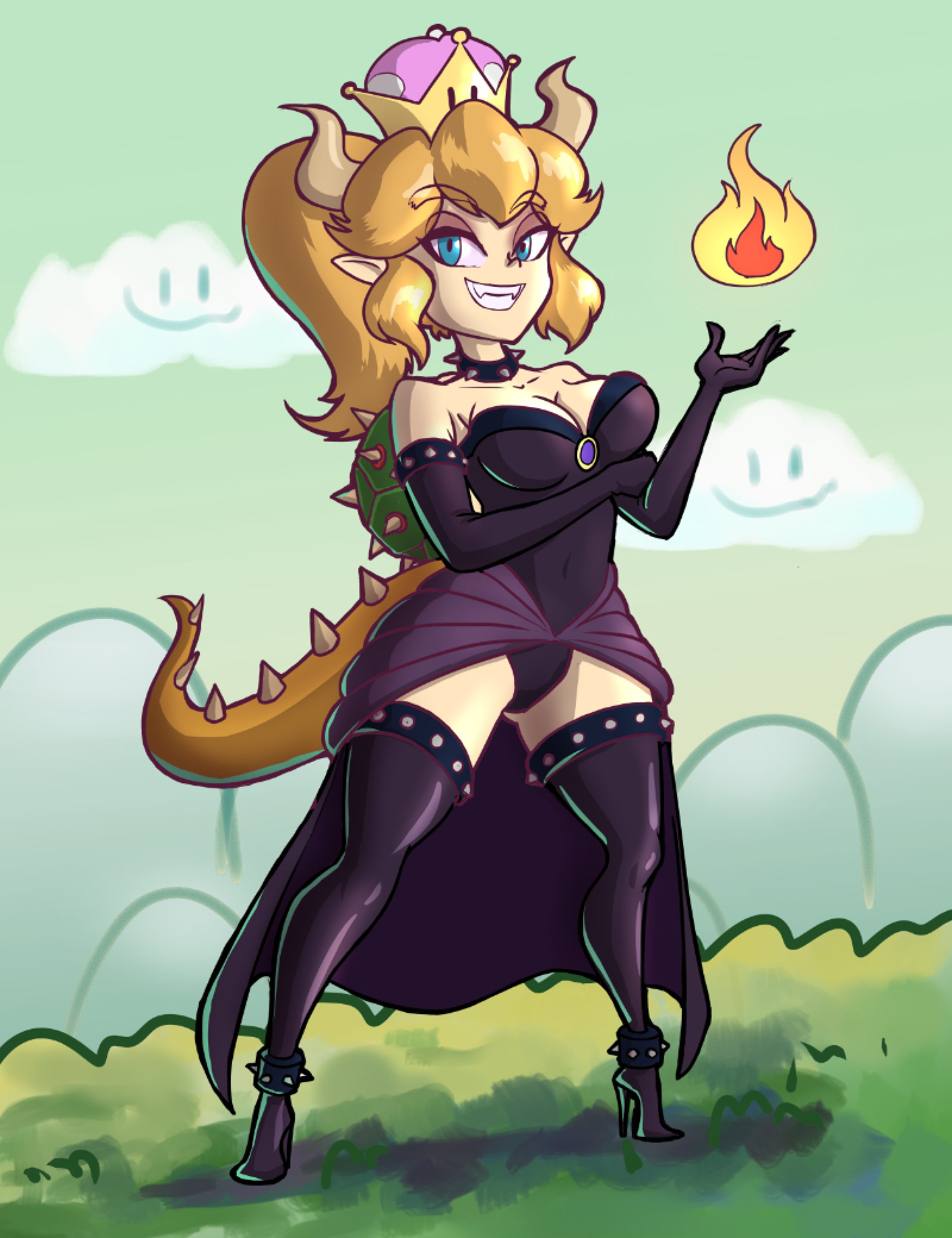
Fan art raffigurante Bowsette

Bowsette o Koopa-hime (クッパ姫?, Kuppa-hime, lett. "Principessa Koopa") è una versione amatoriale, umanizzata e a genere invertito, del personaggio di Bowser del franchise di Mario; è tipicamente raffigurata come una donna bionda con corna e zanne che indossa bracciali e un vestito nero senza spalline o, in altre versioni, un body.
Bowsette venne concepita dall'artista online malese "Ayyk92", come parte di una striscia a fumetti pubblicata su Twitter il 19 settembre 2018, nella quale Bowser, dopo aver indossato il power-up della Super corona (introdotta in New Super Mario Bros. U Deluxe e usata da Toadette) si trasforma in un personaggio simile alla principessa Peach. La vignetta divenne in brevissimo tempo un meme di Internet, con numerose fan art realizzate da altri artisti, professionisti e non; il personaggio fu oggetto di articoli giornalistici, e si sviluppò anche all'infuori dell'originaria dimensione delle reti sociali, come confermano ad esempio i molti video pornografici a lei ispirati. Molti utenti si divertirono a ricreare altri personaggi maschili Nintendo in chiave femminile sulla falsariga di Bowsette. 

## Descrizione
Bowsette si presenta come una versione più gotica e sessualmente esplicita di Peach. Infatti, pur condividendone l'aspetto, ha le corna, la coda e il guscio spinato di Bowser. Indossa una corona e un vestito identico a quello senza spalline di Peach, però di colore nero, bracciali borchiati e scarpe con tacco; in alcune versioni indossa invece un body. Per sottolineare la sua correlazione con Bowser viene talvolta disegnata con la pelle più scura e/o i capelli rossi. In un articolo dedicato a lei, Multiplayer.it sostiene che Bowsette non sia una principessa "tradizionale": «è maestosa e comunica un travolgente senso di potenza. Esibisce sguardi aggressivi ma anche tratti aggraziati». Come sottolinea il quotidiano francese Le Monde, Bowsette rispetta la regola 63 di Internet, stando alla quale per ogni personaggio maschile esiste una sua controparte femminile e viceversa.

## Sviluppo

### Origini

Copertina di New Super Mario Bros. U, il videogioco Nintendo che contribuì alla nascita di Bowsette

Durante una presentazione preregistrata di Nintendo Direct trasmessa a settembre 2018, l'azienda giapponese pubblicò un trailer della riedizione "deluxe" di New Super Mario Bros. U per Nintendo Switch, nel corso del quale si può vedere il personaggio Toadette indossare il power-up della Super corona e trasformarsi in "Peachette", che è identica alla principessa Peach, ma porta un'acconciatura e un abito diversi.
La presentazione di Peachette portò i fan di Super Mario a chiedersi cosa sarebbe accaduto ad altri personaggi della serie se avessero indossato la corona magica: uno di questi, l'artista malese ventiseienne Ayyk92, anche conosciuto come Haniwa, pubblicò il 19 settembre un webcomic di quattro vignette su DeviantArt e Twitter che riprende il finale di Super Mario Odyssey, con la didascalia The Super Crown's some spicy new Mario lore. In esso, Mario e Bowser sono scoraggiati dopo aver tentato invano di unirsi in matrimonio a Peach; mentre Mario lo consola, Bowser rivela di avere con sé la Super corona, e nell'ultimo pannello si vedono Peach e Luigi che, mentre giocano a tennis, osservano sorpresi Mario intento a flirtare con Bowser, ora trasformato in un personaggio femminile.

### Diffusione
Il personaggio (che non aveva un nome, e venne soprannominato "Bowsette" dai parlanti inglesi e "Koopa-hime" dai giapponesi) divenne popolare in Giappone poche ore dopo la sua prima apparizione. Il giorno successivo alla pubblicazione del webcomic, il numero delle utenze che seguivano Ayyk92 passarono da 78 a oltre 1 000, ed entro il 21 settembre era aumentato a 44 000 circa. Il 25 settembre, il numero di ricerche di Bowsette superò quelle dedicate all'allora presidente degli Stati Uniti Donald Trump, e il 27 settembre il personaggio venne twittato 150 000 volte. Inoltre, l'hashtag #Bowsette divenne rapidamente molto frequente su varie piattaforme online; nel paese asiatico, l'hashtag Koopa hime passò da 400.000 a oltre un milione di tweet in meno di sei ore. Secondo CBR., Bowsette detronizzò il "Bongo Cat" dalla sua posizione di "meme più significativo del mese". In quel periodo, Ayyk92 dichiarò di sentirsi "lusingato ma anche spaventato" dal successo del suo personaggio.

Secondo Sam Machkovech di Ars Technica, la fama di Bowsette è da attribuire al fatto che Peach, la sua controparte, fosse un personaggio "secondario ed emotivo'"; a suo dire, «l'approccio dei fan consente a Peach di apparire più muscolare e meno snella, poco "barbie-esca"». In un articolo su IGN, Casey DeFreitas attribuisce il successo di Bowsette al rinnovato interesse per le "ragazze mostruose" in Giappone. Secondo l'interpretazione che ne dà Le Monde, l'oggetto di tale "fascinazione" da parte dei fan è la «singolare fusione tra due personaggi dell'universo Nintendo che sfida ogni immaginazione. Da una parte Peach, la principessa che passa il tempo a farsi catturare. Dall'altra Bowser, la famigerata specie di tartaruga bovina che rappresenta il suo eterno rapitore». In un articolo in cui si afferma che il personaggio sia un esempio di appropriazione culturale propria del tardo capitalismo, Medium attribuisce la sua fortuna al bisogno dei fan della Nintendo di rivendicare la possibilità di riappropriarsi dei suoi personaggi, spesso controllati molto rigorosamente dalla multinazionale attraverso licenze e accordi legali. Secondo quanto riportano gli Atti della IV Conferenza Nazionale delle Dottorande e dei Dottorandi in Scienze Sociali de La Sapienza, in cui viene considerata il primo "prodotto transmediale co-creato bottom-up"(sic):
Negli anni seguenti si è continuato a parlare del fenomeno, anche se più sporadicamente.

## Accoglienza

### Su Internet

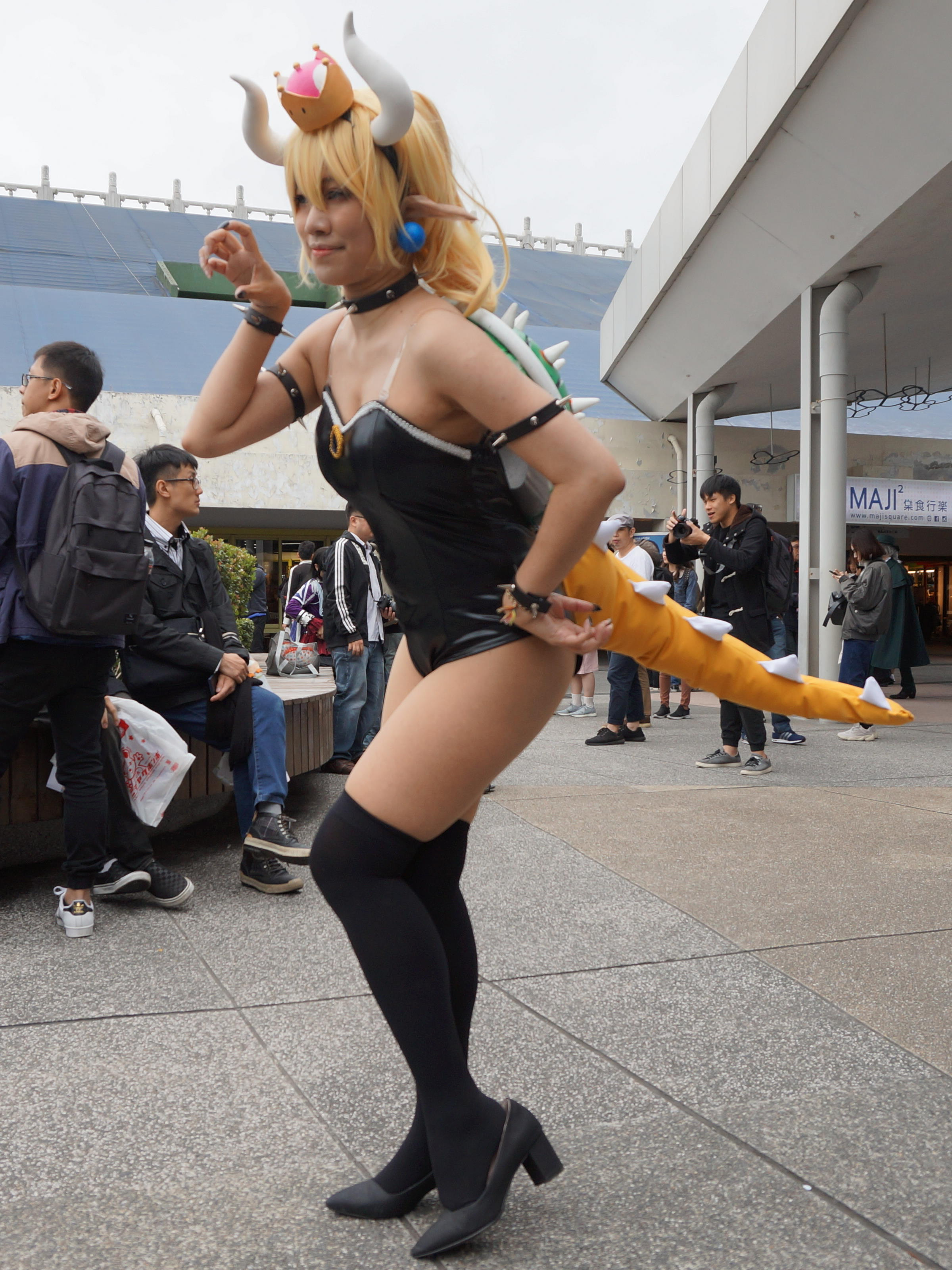
Cosplayer di Bowsette

Nell'arco di due settimane, vennero scritti molti articoli online sulla fan art di Ayyk92. Gita Jackson di Kotaku si dichiarò «sopraffatta dalla forza con cui Bowsette ha messo le radici nel fandom dei videogiochi» anche a causa della moltitudine di immagini che la raffigurano condivise su Internet; Jackson affermò di non aver mai visto una tendenza «colpire Twitter con così tanta forza». Casey DeFreitas considera i fumetti dedicati al personaggio "genuini", ma lamenta il fatto che Bowsette non rispetterebbe la convenzione di nomenclatura prestabilita da "Peachette", una tesi condivisa anche da Michael Koczwara di IGN e Brittany Vincent di The Daily Dot, stando ai quali dovrebbe piuttosto chiamarsi, ad esempio, "Peacher" o "Bowch". Secondo Ollie Barder di Forbes, «si può tranquillamente affermare che le ricadute di tutto questo per quanto riguarda le fan art sono state allo stesso tempo epiche e abbastanza terrificanti.» Lo youtuber PewDiePie, in un video pubblicato a settembre 2018, si disse certo che il fenomeno "non sarebbe durato a lungo". Al contrario, durante il primo anniversario del personaggio, il sito Nerdlog riportò «Canon o no, i fan di Bowsette non si sono certamente dimenticati del personaggio, e probabilmente non lo faranno nemmeno per molti altri compleanni.»
Newsweek e Know Your Meme hanno nominato il personaggio uno dei "10 migliori meme di videogiochi del 2018", affermando che «la fandomizzazione di Bowsette non era solo inevitabile, ma obbligatoria»; secondo Newsweek, sebbene esistessero online altre versioni di Bowser al femminile prima di Bowsette, il suo design era "qualcosa di nuovo". Metro considera quella di Bowsette una delle "12 più grandi vicende sui videogiochi del 2018", sostenendo che «vincerebbe facilmente il premio per quella più improbabile dell'anno». Il meme si è anche piazzato al 16º posto ai Twitter Trend Awards giapponesi, guadagnandosi il "Premio Speciale del Comitato Direttivo" grazie alla sua rapida crescita. Ayyk92 ha successivamente ricevuto un trofeo fisico da Pixiv e Niconico per il premio.

### In ambito sessuale
Diversi giornalisti hanno messo in evidenza la forte carica erotica di Bowsette. Stando a Multiplayer.it, «è una figura che manca nell'universo Nintendo, che è sempre stato accusato di essere eccessivamente conservatore.» Spaziogames sostiene che, analogamente a Lady Dimitrescu di Resident Evil Village, ha il «fascino della donna forte e crudele verso un certo tipo di pubblico senza scadere nel feticismo ma nel semplice non apprezzare unicamente lo stereotipo femminile della "bambolina"». Alex Olney di Nintendo Life sostiene che il personaggio riesca ad adattarsi allo stile della Nintendo nonostante giustapponga un qualcosa di "tagliente e sexy" all'ambientazione di Super Mario. Secondo Don Nero di Esquire Bowsette sarebbe ispirata alla figura della dominatrice ed è un simbolo positivo di emancipazione femminile insieme a personaggi del calibro di Samus Aran o Lara Croft; per contro, giudica la maggior parte dell'arte a lei dedicata "palesemente maschile". Stando alla sua constatazione, Bowsette «gronda di cliché esagerati che richiamano le procaci bambole sessuali di Dead or Alive Volleyball». Nick Valdez di ComicBook descrive il personaggio come una combinazione di «elementi graziosi del design di Peach con i connotati più duri e la coda appuntita di Bowser. L'amalgama dei due personaggi risulta delizioso e suggestivo agli occhi dei fan». Brian Altano di IGN sostiene che Bowsette sia «una versione lasciva o impura di qualcosa che tutti considerano puro» e un personaggio in grado di confondere con il suo fascino i gestori di social media della Nintendo. Stando a Vice, il personaggio cavalcò la moda del meme "big tiddy goth gf", che allude al bisogno di alcuni di avere una fidanzata goth e formosa.
In un articolo del Daily Dot, Bowsette viene presa ad esempio sul «come le persone riescano a eccitarsi su Twitter» nel 2018 e viene affermato che «la natura stessa del meme - un potente villain mascolino che diventa una donna muscolosa e dominante - affascinava gli utenti con il feticismo per la trasformazione e la femminilizzazione»; secondo il medesimo articolo, l'aspetto non normativo del personaggio ne aumentava l'attrattiva, in particolare tra le donne queer.
Bowsette ha destato interesse in quanto si tratta di un personaggio transgender e proprio per tale motivo è considerata un'icona LGBT. Ana Valens di Daily Dot la apprezza e la paragona alle donne transessuali, dichiarando che «Bowsette è esattamente come ci vediamo. Un tempo eravamo creature disforiche e che odiano se stesse. Poi ci siamo trasformate in persone felici e donne che credono in se stesse». Similmente, la studiosa Jennessa Hester ha sostenuto che «nonostante non abbia alcun evidente legame con il tema della diversità» all'interno del gioco da cui ha avuto origine, per molti giocatori, la corona «è divenuta una meccanica videoludica chiaramente transgender», rendendo così Bowsette un'icona trans.

### Nel diritto
Alcuni organi di stampa giapponesi hanno discusso in merito alla legalità di Bowsette e altri personaggi effeminati dai fan chiedendosi se rispetta davvero il copyright della Nintendo. Il creatore di Fairy Tail Hiro Mashima ha invitato i disegnatori di fan art di Bowsette a «stare attenti a non causare problemi ai detentori dei diritti d'autore e alle società con cui hanno un contratto», sottolineando inoltre che se lui avesse voluto disegnare delle fan art, avrebbe avuto bisogno dell'approvazione degli editori e di organi correlati.

### Il responso della Nintendo
Grazie al successo del personaggio, le azioni della Nintendo subirono un rialzo del 2% il 24 settembre del 2018 e molti suoi fan chiesero che venisse resa ufficiale, oltre Bowsette, una versione meno femminile e più "indie rock" di Rosalinda. La multinazionale giapponese, tuttavia, si limitò ad affermare «non esprimiamo giudizi riguardo ai disegni e le altre cose caricate su Internet». Inoltre, stando a quanto riporta il sito web di New Super Mario Bros. U Deluxe, la Super corona avrebbe effetto solo su Toadette (la descrizione ufficiale inerente ad essa recita: «quando Toadette ne trova una, può trasformarsi nella potentissima Peachette. [scusa Luigi, solo Toadette può usare quest'oggetto!]»). Ciò che maggiormente richiama Bowsette concepito dalla Nintendo sono dei progetti di Super Mario Odyssey, mai utilizzati, ove Peach, dopo essere stata posseduta da Bowser, ne eredita alcune delle sue caratteristiche. Secondo Brian Ashcraft di Kotaku, «chi ha bisogno dell'approvazione della Nintendo fintanto che le fan art e i cosplay continueranno ad esistere?»

## Impatto culturale

### Nella pornografia
Nel 2018 il personaggio divenne uno dei termini più ricercati su siti a luci rosse quali Pornhub e YouPorn. Stando a un annuncio di Pornhub, le ricerche di video porno con «Bowsette» erano salite da zero a tre milioni nell'arco di una sola settimana quell'autunno; stando a delle statistiche di fine anno fatte dal medesimo sito, Bowsette fu il soggetto singolo più cercato del 2018 di Pornhub assieme a Stormy Daniels. Secondo Giuseppe Burgio, i filmati erotici che hanno come protagonista Bowsette e altri personaggi fittizi rappresentano «un'avvenuta fusione, nel fruitore, tra l'ambito del gioco e quello dell'eccitazione erotica, tra i cartoni dell'infanzia e la sessualità degli adulti. Il sesso è diventato un video-gioco.» Le Monde afferma che Bowsette rispetta la regola 34, secondo la quale, su Internet, esiste un corrispettivo pornografico di qualsiasi cosa.

### Altri ambiti
La popolarità del personaggio l'ha reso protagonista di moltissime fan art. Tra gli artisti professionisti che gli hanno dedicato delle illustrazioni vi sono Akira Yasuda (Street Fighter e Darkstalkers), Yūsuke Murata (One-Punch Man), Bkub Okawa (Pop Team Epic) e Coolkyousinnjya (Miss Kobayashi's Dragon Maid).
In meno di un mese dalla prima apparizione di Bowsette, comparvero numerose mod in videogiochi Nintendo attraverso le quali è possibile giocare nei panni del personaggio.
Bowsette è molto apprezzata dalle cosplayer e molte di loro, come ad esempio Jessica Nigri ed Emiru, si sono vestite come lei. Il 27 ottobre 2018 si è tenuto presso il Kawasaki Municipal Industrial Promotion Hall, a sud di Tokyo, un piccolo evento in cosplay a lei dedicato. Yaya Han l'ha citata in una sua guida dedicata al fenomeno di costume.
Nel 2019, Biqtch Puddin', la drag queen vincitrice della seconda edizione del programma televisivo Dragula, si travestì da Bowsette durante uno dei suoi spettacoli.
The Chalkeaters, una band russa che si ispira al mondo dei videogiochi, ha dedicato una canzone al personaggio nel 2019. Il relativo video pubblicato su YouTube divenne virale.
Il doppiatore di anime statunitense Ray Chase pubblicò un breve video in cui la compagna Julia McIlvane, anche lei doppiatrice professionista, dà la voce al personaggio.
Nel 2023, poco prima dell'uscita di Super Mario Bros. - Il film, Chris Pratt e Charlie Day, i doppiatori di Mario e Luigi nella pellicola, affermarono che, in un ipotetico sequel, la versione femminile di Bowser dovesse essere interpretata da Jack Black.

## Boosette

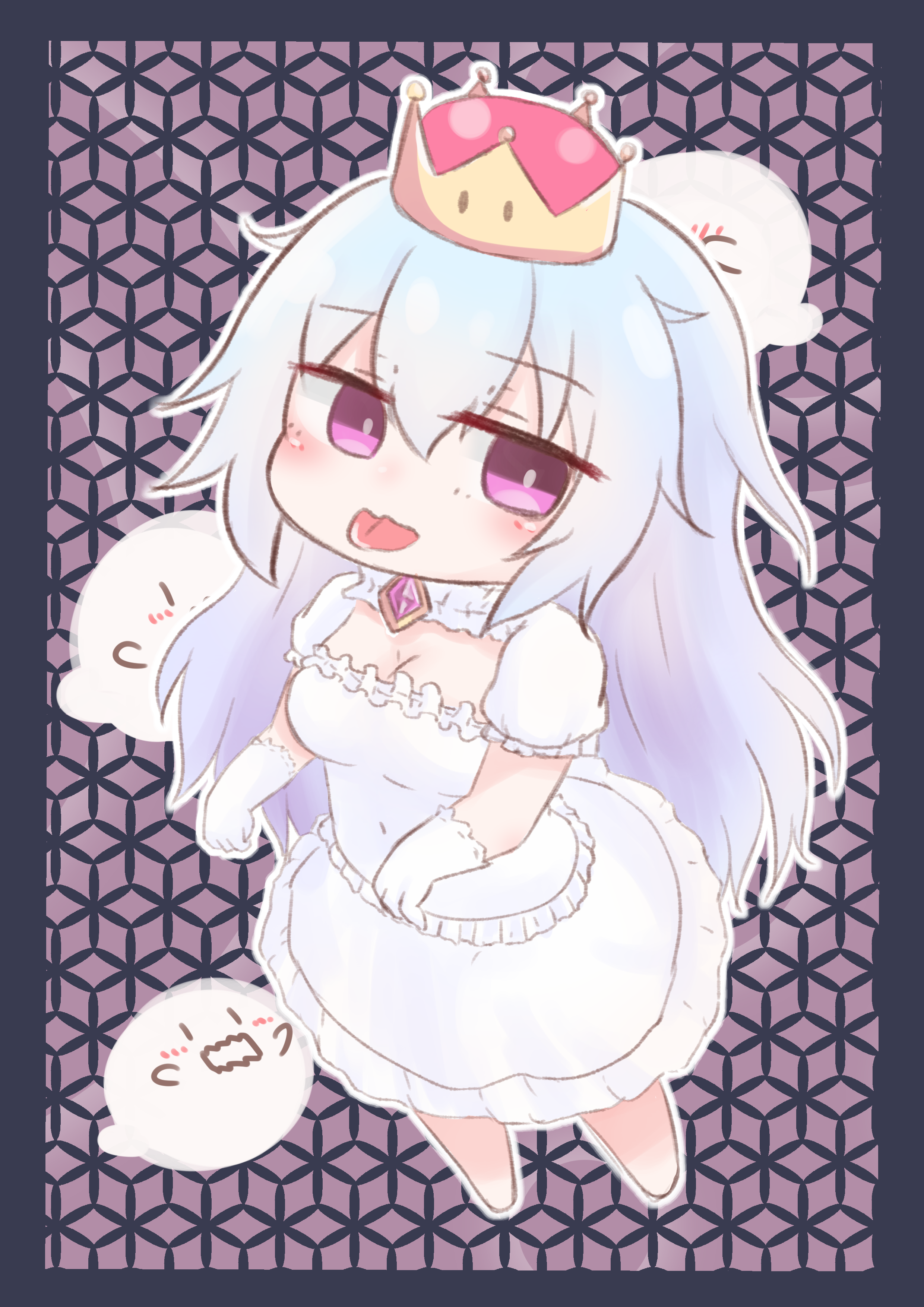
Fan art raffigurante Boosette

I fan della Nintendo si sono anche chiesti cosa sarebbe accaduto se altri personaggi maschili della Nintendo oltre a Bowser avessero indossato la Super corona. Tra di essi spicca in modo particolare la controparte femminile di Re Boo, conosciuta come Boosette e Booette tra i parlanti la lingua inglese e Kingu Teresa Hime (キングテレサ姫?) in Giappone. Boosette ha l'aspetto di una ragazza con le orecchie a punta che porta una corona, i capelli bianchi e un ampio e sfarzoso abito dello stesso colore. In alcune versioni, il personaggio indossa abiti più corti talvolta succinti che lasciano scoperte le gambe. Stando a quanto afferma Chris Davidson di CBR, sebbene sia timida quando affronta la sua nemesi Luigi, nel momento in cui volta le spalle, «diventa una yandere sbavante pronta a saltargli addosso e/o leccarlo». Secondo Kotaku, a contribuire al successo di Boosette vi sarebbero le fotografie, pubblicate su Internet e diventate virali, di una cosplayer vestitasi come lei.